# Rivière Maganasipi Est
Rivière Maganasipi Est är ett vattendrag i Kanada.   Det ligger i provinsen Québec, i den sydöstra delen av landet, 230 km nordväst om huvudstaden Ottawa. Rivière Maganasipi Est ligger vid sjöarna  Lac du Dépôt Lac Lindsay och Lac Lucie.
I omgivningarna runt Rivière Maganasipi Est växer i huvudsak blandskog. Trakten runt Rivière Maganasipi Est är nära nog obefolkad, med mindre än två invånare per kvadratkilometer.